# Zwartkopsparrenboswants
De zwartkopsparrenboswants (Pinalitus atomarius) is een wants uit de familie van de blindwantsen (Miridae). De soort werd het eerst wetenschappelijk beschreven door Rudolf Ludwig Meyer-Dür in 1843.

## Uiterlijk
De langwerpig ovale wants is macropteer en kan 4 tot 5 mm lang worden. het lijf van de roodbruine of donkerbruine wants is bedekt met dunne lichte haartjes en soms donkere vlekken. Het scutellum is variabel gekleurd soms met donkere accenten. De kop is bij het mannetje zwart gekleurd en bij de vrouwtjes roodachtig. De pootjes zijn geel met roodbruine achterdijen en meestal twee bruine ringen. Van de antennes zijn de eerste twee segmenten beige, het tweede segment heeft een donker gedeelte en de laatste twee segmenten zijn geheel donker.

## Leefwijze
De soort overwintert als volwassen dier, de nieuwe generatie wantsen is vanaf juli te vinden in naaldbossen en tuinen op fijnspar (Picea abies), weymouthden (Pinus strobus) en gewone zilverspar (Abies alba).

## Leefgebied
De wants is in Nederland zeer zeldzaam. Het verspreidingsgebied is Palearctisch en strekt zich uit van Europa tot het Midden-Oosten in Azië en Noord-Afrika.